# Ripiceni
Ripiceni é uma comuna romena localizada no distrito de Botoşani, na região de Moldávia . A comuna possui uma área de 52.66 km² e sua população era de 2301 habitantes segundo o censo de 2007.